# Alexandros Poursanidis
Alexandros Poursanidis (griechisch Αλέξανδρος Πουρσανίδης; * 23. Januar 1993 in Paphos) ist ein zyprischer Leichtathlet, der sich auf den Hammerwurf spezialisiert hat.

## Sportliche Laufbahn
Erste internationale Erfahrungen sammelte Alexandros Poursanidis im Jahr 2009, als er bei den Jugendweltmeisterschaften in Brixen mit einer Weite von 60,34 m mit dem 5-kg-Hammer in der Qualifikationsrunde ausschied. Im Jahr darauf nahm er an den erstmals ausgetragenen Olympischen Jugendspielen in Singapur teil und gewann dort mit einem Wurf auf 70,30 m die Silbermedaille. 2011 schied er bei den Junioreneuropameisterschaften in Tallinn mit 64,94 m in der Vorrunde aus und im Jahr darauf belegte er bei den Juniorenweltmeisterschaften in Barcelona mit 76,05 m mit dem 6-kg-Hammer den vierten Platz. 2013 wurde er bei den U23-Europameisterschaften in Tampere mit 67,92 m Achter und 2014 erreichte er bei den Commonwealth Games in Glasgow mit 65,66 m Rang zehn. 2015 gelangte er dann bei den U23-Europameisterschaften in Tallinn mit 65,55 m auf Rang elf und 2017 nahm er an der Sommer-Universiade in Taipeh teil, brachte dort aber im Finale keinen gültigen Versuch zustande. 2018 startete er erneut bei den Commonwealth Games im australischen Gold Coast und wurde dort mit 63,86 m 15. 2021 belegte er bei den Balkan-Meisterschaften in Smederevo mit 69,34 m den vierten Platz und im Jahr darauf gelangte er bei den Balkan-Meisterschaften in Craiova mit 70,70 m auf Rang sechs, ehe er bei den Mittelmeerspielen in Oran mit 73,71 m die Silbermedaille hinter dem Türken Özkan Baltacı gewann. Im August gewann er bei den Commonwealth Games in Birmingham mit 73,97 m die Bronzemedaille hinter dem Engländer Nick Miller und Ethan Katzberg aus Kanada. Kurz darauf verpasste er bei den Europameisterschaften in München mit 70,56 m den Finaleinzug.
2023 wurde er bei der 2. Liga der Team-Europameisterschaft im Rahmen der Europaspiele in Chorzów mit 71,71 m Fünfter und anschließend gelangte er bei den Balkan-Meisterschaften in Kraljevo mit 70,54 m auf den achten Platz. Im August schied er dann bei den Weltmeisterschaften in Budapest mit 71,63 m in der Qualifikationsrunde aus. Im Jahr darauf belegte er bei den Balkan-Meisterschaften in Izmir mit 71,88 m den sechsten Platz und 2025 gelangte er bei den Balkan-Meisterschaften in Volos mit 71,29 m auf Rang sieben.
In den Jahren von 2017 bis 2025 wurde Poursanidis zyprischer Meister im Hammerwurf.